# Filosofia del diritto
(Georg Wilhelm Friedrich Hegel, Lineamenti di filosofia del diritto, § 1.)

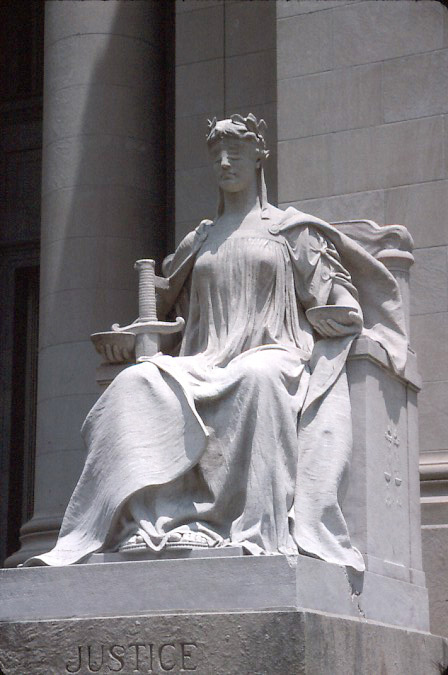
Allegoria del Diritto, munita di tre simboli giuridici: spada (potere coercitivo), bilancia (equilibrio tra le parti), benda (imparzialità).

La filosofia del diritto, disciplina che interessa sia la filosofia che il diritto, si occupa, a seconda dei diversi autori che ne trattano, di affrontare questioni intorno al fenomeno giuridico sovente trascurate dai dottori nell'interpretazione del diritto positivo, ossia i presupposti e le conseguenze implicati dal concetto di diritto. 

## Sviluppo del pensiero intorno al diritto

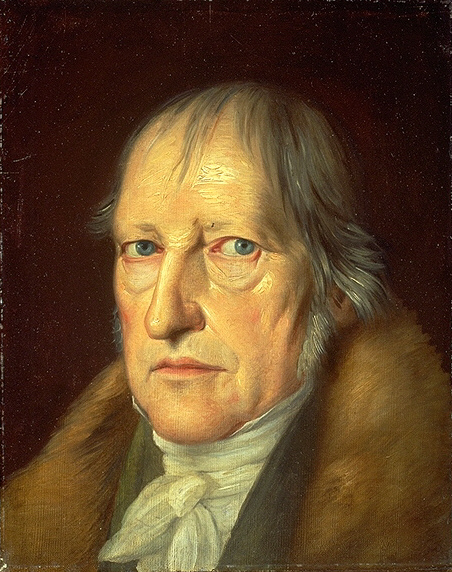
Georg Wilhelm Friedrich Hegel, primo divulgatore della locuzione «filosofia del diritto».

L'espressione «filosofia del diritto» ha visto la luce per la prima volta nel 1821 con la pubblicazione dell'opera hegeliana Grundlinien der Philosophie des Rechts (Lineamenti di filosofia del diritto), raggiungendo il successo, fra il 1841 e 1845, anche come disciplina universitaria a sé, attraverso l'opera in due volumi di Antonio Rosmini che, appunto, porta il titolo di Filosofia del diritto. Cionondimeno, come nota Guido Fassò nella premessa alla sua Storia della filosofia del diritto, «fra gli aspetti dell'esperienza umana che fin dai tempi antichissimi hanno indotto a meditazione filosofica vi è senza dubbio il diritto». È necessario sottolineare, tuttavia, l'assurdità di una separazione fra «una filosofia che non sia la filosofia puramente e semplicemente» e, dunque, si deve concludere che di «una filosofia del diritto distinta dalla filosofia pura e semplice non si dovrebbe parlare», anche perché, come sostiene Bobbio, una qualsiasi storia della filosofia del diritto si ridurrebbe a meri «elenchi di dottrine piuttosto eterogenee», i quali, per quanto disposti in ordine cronologico, non godranno mai di un ordine logico che la storia reale di tanti secoli non ha e non può avere.

### Giusnaturalismo
Il giusnaturalismo, anche noto come dottrina del diritto naturale, è caratterizzato da un importante dualismo secondo cui al di sopra dell'ordinamento statale positivo si suppone un ordinamento naturale o razionale il quale pretende che il diritto positivo (o scritto) gli corrisponda: tale ordinamento superiore è la giustizia. I fautori del giusnaturalismo europeo, partendo da Ugo Grozio (che fu il fondatore del giusnaturalismo moderno), passando per Thomas Hobbes e Locke, Samuel von Pufendorf, Burlamaqui, Christian Thomasius, Jean Domat, Robert Joseph Pothier, i filosofi della seconda Scolastica, Michel de Montaigne, finendo a Rousseau e Immanuel Kant (che tratta analiticamente la filosofia del diritto nella prima parte de La metafisica dei costumi), solo per citarne alcuni, malgrado la notevole diversità e la spiccata vivacità del loro pensiero, hanno percorso un sentiero comune: una sorta di viaggio tra la storia che, dal seicento fino ai giorni nostri, ha avuto ad oggetto la ricerca del fondamento assoluto con il quale poter giustificare i diritti umani e, dunque, una meta sconosciuta. Essi erano animati dalla profonda convinzione che a forza di accumulare e vagliare ragioni e argomenti, prima o poi sarebbe stata trovata la ragione o l'argomento ultimo, indiscutibile, a cui nessuno avrebbe potuto resistere. I Giusnaturalisti del XVII e XVIII secolo credettero di averla individuata nella "natura" o 'essenza' dell'uomo, soltanto grazie alla quale un qualsiasi diritto umano acquisito avrebbe potuto esserlo una volta per tutte.
Il carattere assolutistico della dottrina del Diritto Naturale si ravvisa nei due noti dogmi del razionalismo etico, definiti anche come le due illusioni del Giusnaturalismo (Bobbio): il primo consiste nella persuasione che i valori ultimi si possano dimostrare come teoremi (Hobbes); il secondo, che basta averli dimostrati, cioè resi in un certo qual modo irresistibili e inconfutabili, perché possano essere attuati. Secondo i giusnaturalisti, dunque, dimostrare la razionalità di un valore è condizione non già necessaria ma sufficiente per la sua attuazione. Quindi, mentre il primo dogma assicura la potenza della ragione, il secondo ne assicura il primato (Bobbio). Ad ogni modo, nonostante la dottrina del Diritto Naturale sia stata notevolmente presente e influente nella storia del diritto, il che è comprovato dall'esperienza Europea dello ius commune (XII-XVIII sec.) nel quale il diritto naturale non solo è scritto ma persino applicato in giudizio, essa è entrata in crisi già nel settecento a causa delle forti contraddizioni interne alla teoria; crisi coadiuvata dal sorgere, nella seconda metà del Settecento, di nuovi indirizzi filosofici, fra i quali un notevole peso l'ha avuto l'Immanentismo, al quale non può non aggiungersi, all'inizio del XX sec., l'orientamento storicistico. Proprio con l'avvento del relativismo storico si è sciolto definitivamente ogni dubbio sulla ricerca di un fondamento, che ora si ritiene tendenzialmente essere solo temporalmente e culturalmente relativo.

### Positivismo giuridico
Il positivismo giuridico è quell'indirizzo giusfilosofico secondo il quale il diritto se è naturale non è diritto e se è diritto non è naturale. Più precisamente, i suoi rappresentanti ritengono che la giustizia sia soltanto un ideale irrazionale, il cui contenuto non può costituire in alcun modo oggetto della conoscenza scientifica, cioè di una conoscenza razionale orientata verso l'esperienza, proprio come l'idea platonica. All'uomo, dice il giuspositivista - senza per questo disconoscere che la giustizia sia comunque utile alla volontà e all'azione umana - è dato solo di conoscere il diritto positivo come oggetto di ricerca, cioè il diritto così come è presentato agli organi legislativi, giudiziari, amministrativi e ai sudditi dai testi giuridici. Sotto questo aspetto essa pare essere una teoria giuridica tendenzialmente più realistica rispetto a quella del Diritto Naturale. Un'importante teoria giuspositivistica fu quella di Jeremy Bentham, successivamente resa popolare dal suo discepolo John Austin. La versione di Austin del Giuspositivismo era basata sull'idea della legge come comando del sovrano, reso efficace dalla minaccia di una punizione. Da ciò è nata la teoria dell'efficacia dell'ordinamento giuridico secondo la quale il diritto deve essere positivamente considerato come una specifica tecnica sociale per cui il legislatore raggiungerà o tenterà di raggiungere lo stato sociale che desidera, collegando al comportamento umano ritenuto (dal legislatore) socialmente nocivo un determinato atto coattivo dello Stato. Ed è con la minaccia di tale atto coattivo, avvertito dai sudditi come un male da evitare, che l'ordinamento giuridico persegue l'intento di indurre gli uomini a tenere un comportamento contrario (quello desiderato). Ciò deriva dalla concezione d'illecito elaborata dalla dottrina positivistica del XIX sec., secondo la quale illecito è quel dato comportamento umano posto nella proposizione giuridica come la condizione alla quale è unito l'atto coattivo dello Stato, posto nella proposizione stessa come la conseguenza giuridica e solo per questo la condizione è qualificabile come illecito e la conseguenza giuridica come conseguenza dell'illecito. In altre parole, mentre nella legge naturale la forma della connessione dei fatti è la causalità (se c'è A, deve necessariamente esserci B), nella legge giuridica è l'imputazione (se c'è A, deve esserci B; senza che ciò dica nulla sul valore morale o politico di tale rapporto).
La tradizione della teoria positivistica del XIX sec. è stata continuata dalla Dottrina Pura del Diritto (che sostanzialmente ne rappresenta la storica evoluzione giuridica, ma in senso più radicale), il cui esponente più rappresentativo è indubbiamente il giurista austriaco Hans Kelsen, noto per la sua teoria normativistica (e giuspositivistica) del diritto. Va detto anzitutto che Kelsen è un immanentista nella misura in cui mostra una continua tendenza a eliminare tutti i dualismi (individuo e comunità; stato e diritto; diritto statale e diritto internazionale...) nei quali si articolano gli ordinamenti giuridici che osserva, riducendoli ad unità. Kelsen si sforza di purificare il diritto. Staccarlo il più possibile dalla natura da cui promana e liberarlo da ogni legame con i fenomeni dello spirito, in ispecie la morale, che lo contaminano; tenta di ridurlo al suo proprium normativo, privo di ogni elemento che possa trascenderlo in quanto mezzo. Lui, dunque, ritiene che se si considera l'ordinamento giuridico (positivo) come ordinamento normativo e la scienza giuridica come scienza limitata esclusivamente alla conoscenza di norme giuridiche (positive), si delimita il diritto di fronte alla natura e la scienza del diritto, come scienza normativa, rispetto a tutte le altre scienze che tentano di spiegare i fenomeni o gli accadimenti naturali mediante la legge di causalità. Fenomeni i quali, qualificati dalle norme giuridiche, si presentano come atti giuridici. Dunque, la Dottrina Pura del Diritto, come specifica scienza giuridica, considera le norme giuridiche come strutture qualificative volute o rappresentate.
Tuttavia, il normativismo kelseniano è teoria formalistica del diritto, per cui la norma valida è quella posta in essere nel modo stabilito dall'ordinamento giuridico. La dottrina Pura del Diritto, infatti, attribuisce alla norma fondamentale il cd. fondamento ipotetico, vale a dire se la Costituzione si presuppone valida allora sarà valido l'intero ordinamento che su di essa si fonda. Ma presupporre la validità di una norma non significa giustificarne l'obbligatorietà, che pertanto resta sempre e del tutto ricusabile (Cotta).

### Realismo giuridico
Il realismo giuridico, americano e scandinavo, offre una teoria non già formalistica ma fattualistica della validità del diritto. Dunque, secondo i suoi rappresentanti valida è la norma sorretta dalla pressione psicosociologica dell'intero ordinamento giuridico. In altri termini, il diritto è valido in quanto le sue norme sono effettivamente applicate, sia perché i cittadini le rispettano sia perché i giudici hanno il potere di farle rispettare. Tuttavia, vi è chi ritiene (così Cotta) che tale dottrina giuridica non fornisca alcuna giustificazione della validità della regola ma solo una spiegazione della sua obbedienza, ragion per cui essa sarebbe sempre e del tutto ricusabile.

### Teoria interpretativa
La teoria interpretativa (cui si ricollega l'ermeneutica giuridica) sostiene che il diritto non è un insieme di dati o di fatti, ma è ciò che gli "uomini di legge" tendono a costruire o ottenere quando mettono in pratica la loro gerarchia di valori morali.

## Sviluppi recenti
Nel ventesimo secolo due giuristi hanno influenzato profondamente la filosofia del diritto.
Hans Kelsen è stato il teorico più importante nel continente europeo, e la sua nozione di Grundnorm o "norma legale ultima e fondamentale" è ancora influente.
Nel mondo anglosassone la figura più influente fu H.L.A. Hart, il quale sosteneva che il diritto dovrebbe essere compreso come un sistema di norme sociali. Hart rifiutava l'idea di Kelsen che le sanzioni fossero essenziali per la legge e che un fenomeno sociale normativo, come il diritto, potesse essere basato su fatti sociali non normativi. La teoria di Hart, per quanto apprezzata diffusamente, fu criticata da vari filosofi del diritto della fine del ventesimo secolo, tra cui Ronald Dworkin, John Finnis e Joseph Raz.
Negli anni recenti, le dispute sulla natura del diritto si sono accentrate su due argomenti. Il primo di essi è una diatriba tra due scuole di pensiero all'interno del positivismo giuridico.
- La prima scuola è detta giuspositivismo esclusivo ed è associata al punto di vista che la validità legale di una norma non possa mai dipendere dalla sua validità etica.
- La seconda scuola è detta giuspositivismo inclusivo ed è associata al punto di vista che le considerazioni etiche possono determinare la validità legale di una norma, ma ciò non avviene necessariamente.

Qualsiasi teoria sostenga che ci sia un legame "necessario" tra diritto ed etica non sarebbe una forma di positivismo giuridico.
La seconda disputa importante degli anni recenti riguarda la teoria dell'interpretazione giuridica, un punto di vista associato strettamente a Ronald Dworkin. Una teoria interpretativa del diritto sostiene che i diritti ed i doveri legali sono determinati dalla migliore interpretazione delle pratiche politiche all'interno di una comunità. In base alla teoria di Dworkin, di legge come integrità, l'interpretazione ha due aspetti. Per un'interpretazione corretta, la lettura di un testo deve soddisfare il criterio dell'adeguatezza, ma tra le interpretazioni adeguate, Dworkin sostiene che quella corretta è quella che mette nella loro luce migliore le pratiche politiche della comunità, cioè fa di esse "il meglio possibile".

## Teorie normative del diritto
La filosofia del diritto si interessa alle teorie normative del diritto, le quali studiano gli indirizzi ed i fini del diritto.
Quali teorie politiche ed etiche forniscono i fondamenti del diritto? Nella filosofia morale e politica contemporanea ci sono tre approcci influenti, riflessi in distinte teorie normative del diritto.
- L'utilitarismo è il punto di vista secondo il quale la legge dovrebbe essere formulata in modo da fornire i migliori risultati. Storicamente esso si associa al filosofo Jeremy Bentham. Nella filosofia del diritto contemporanea l'approccio utilitaristico è spesso sostenuto da studiosi nel campo dell'analisi economica del diritto. Per utilitarismo dobbiamo intendere il termine non dal punto di vista volgare e comune quale è l'egoismo. Infatti si pone contro ogni tipo di egoismo etico. Possiamo distinguere un utilitarismo a livello quantitativo e uno QUALITATIVO il quale a sua volta si distingue in: IDEALE, EDONISTA.
- La deontologia è il punto di vista secondo il quale la legge dovrebbe proteggere l'autonomia, la libertà ed i diritti individuali. Il filosofo Immanuel Kant formulò una teoria deontologica del diritto, che comunque non è la sola possibile. Un approccio deontologico contemporaneo è quello del filosofo del diritto Ronald Dworkin.
- Le teorie morali areteiche, come l'etica della virtù contemporanea esaltano il ruolo del carattere nella morale. La giurisprudenza della virtù è il punto di vista secondo il quale le leggi dovrebbero promuovere lo sviluppo di un carattere virtuoso nei cittadini. Questo approccio si associa storicamente ad Aristotele. La giurisprudenza della virtù contemporanea è ispirata dalle opere filosofiche sull'etica della virtù.

Ci sono molti altri approcci normativi alla filosofia del diritto, tra cui la teoria critica del diritto e le teorie libertarie del diritto.

## Approcci filosofici a problematiche legali
I filosofi del diritto si interessano ad una varietà di problemi filosofici che nascono in particolari ambiti legali, come il diritto costituzionale, il diritto contrattuale, il diritto penale e la responsabilità civile.
Così la filosofia del diritto classifica questi svariati argomenti come teorie del diritto contrattuale, teorie sulla punizione dei criminali, teorie della responsabilità civile e la questione se sia giustificata una revisione giudiziaria.